# Christisonia

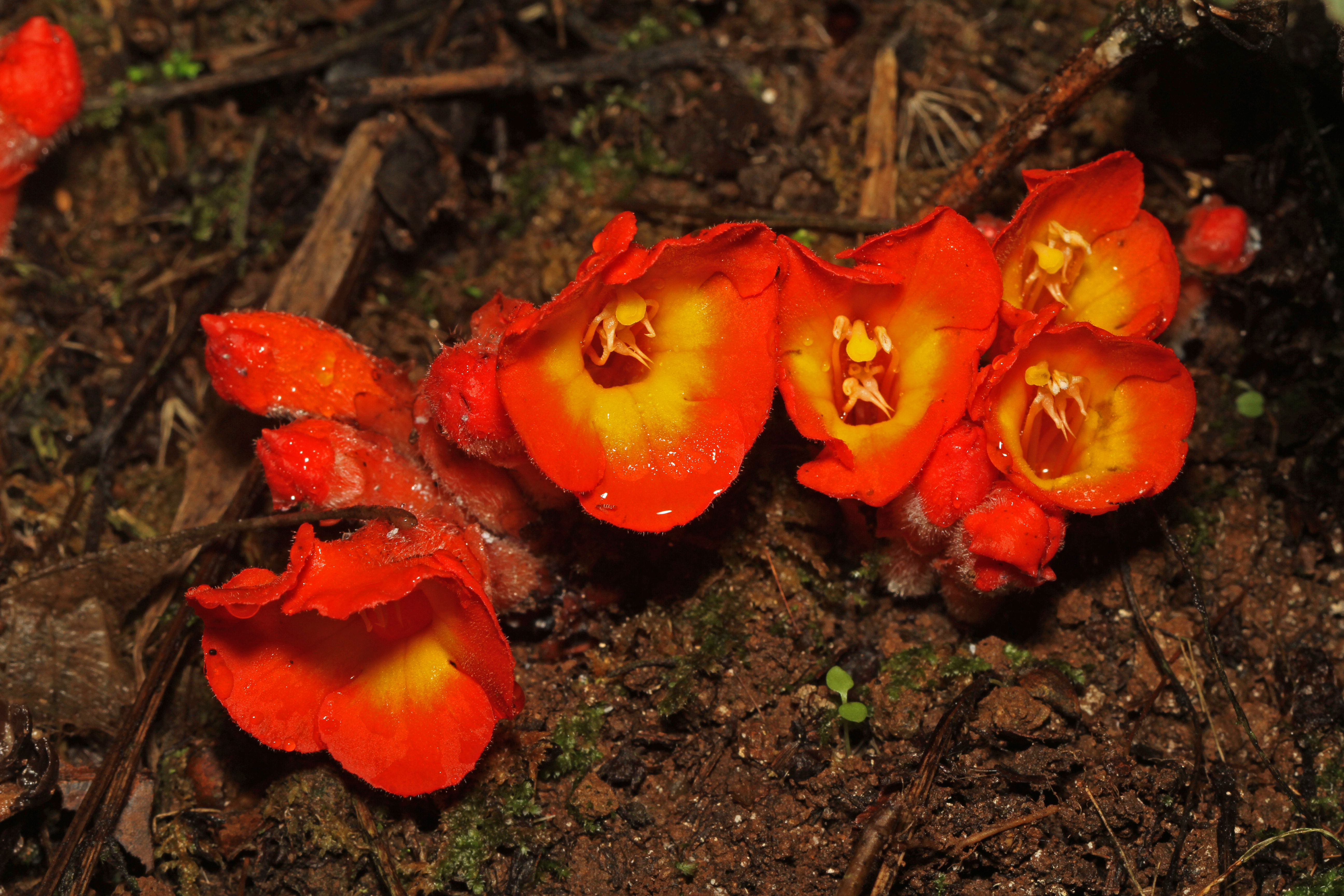
Christisonia mira

Christisonia – rodzaj roślin z rodziny zarazowatych (Orobanchaceae). Obejmuje 26 gatunków. Zasięg rodzaju obejmuje południowo-wschodnią Azję od Pakistanu, po wschodnie Chiny, Filipiny i Borneo. Są to bezzieleniowe, korzeniowe pasożyty całkowite, których żywicielami są bambusowe Bambusoideae i akantowate Acanthaceae.

## Morfologia
PokrójBezzieleniowe, nagie rośliny zielne o pędach wzniesionych, krótkich lub wydłużonych, mięsistych, nierozgałęziających się, ale wyrastających w grupach.
LiścieŁuskowate, siedzące, szeroko jajowate, tępo zakończone i całobrzegie.
KwiatyOkazałe, siedzące lub szypułkowe (w tym także o szypułkach dłuższych od łodygi), zebrane w kwiatostan odpowiednio kłosowaty lub groniasty. Kielich rurkowaty, 4–5-ząbkowy. Korona żółta do purpurowej, rurkowata, dzwonkowata lub w postaci wywiniętego lejka, o rurce długiej, prostej lub wygiętej, często też spłaszczonej, zakończona 5 łatkami. Pręciki 4, schowane w gardzieli korony, z jednym tylko pylnikiem płodnym w główce. Zalążnia jajowata, jednokomorowa, rzadziej dwukomorowa, z szyjką zwieńczoną dwułatkowym lub tarczowatym  znamieniem.
OwoceJajowate lub kulistawe torebki otwierające się komorowo i zawierające liczne, drobne nasiona.

## Systematyka
Pozycja systematyczna
Rodzaj z rodziny zarazowatych (Orobanchaceae), o niepewnej pozycji systematycznej w jej obrębie.
Wykaz gatunków
- Christisonia albida Thwaites ex Hook.f.
- Christisonia bicolor Gardner
- Christisonia calcarata Wight
- Christisonia dentosa J.D.Ya, Gui L.Zhang & W.B.Yu
- Christisonia flammea Sedgw.
- Christisonia flavirubens J.Mathew & P.M.Salim
- Christisonia hekouensis Gui L.Zhang, J.D.Ya & W.B.Yu
- Christisonia hookeri C.B.Clarke ex Hook.f.
- Christisonia indica R.Anilkumar
- Christisonia keralensis Erady
- Christisonia kwangtungensis (Hu) G.D.Tang, J.F.Liu & W.B.Yu
- Christisonia legocia Beck
- Christisonia mira J.Mathew
- Christisonia rarissima A.Rajendran & Kanivalan
- Christisonia rodgeri W.W.Sm. & S.C.Banerji
- Christisonia saulierei Dunn
- Christisonia scortechinii Prain
- Christisonia siamensis Craib
- Christisonia sinensis Beck
- Christisonia subacaulis (Benth.) Gardner
- Christisonia thwaitesii Trimen
- Christisonia tomentosa J.Mathew & Kad.V.George
- Christisonia tricolor Gardner
- Christisonia tubulosa (Wight) Benth. ex Hook.f.
- Christisonia unicolor Gardner
- Christisonia wightii Elmer